# Деконка
Деко́нка — село в Україні, у Магдалинівській селищній громаді Самарівського району Дніпропетровської області. Населення за переписом 2001 року становить 157 осіб.

## Географія
Село Деконка знаходиться в степу, на відстані 2,5 км від села Дудківка і селища Приорільське.